# Kastrup Gymnastikforening af 1966
Kastrup Gymnastikforening af 1966 er en gymnastikforening med både bredde- og konkurrencehold i alle aldre. Elitegymnasterne udgør en væsentlig del af Danmarks kvindelandshold. I daglig tale omtales Kastrup Gymnastikforening af 1966 som KG66.
KG66 er stiftet den 9. november 1966 og er medlem af både Danmarks Gymnastik Forbund og Danmarks Idræts Forbund.
Ved DM for seniorer og juniorer (kvinder) i 2012 gik næsten alle medaljer til gymnaster fra KG66. 